# 前原雄大
前原 雄大（まえはら ゆうだい、1956年12月19日 - ）は、競技麻雀のプロ雀士である。日本プロ麻雀連盟所属（2022年現在は常務理事）、同団体内での段位は九段。
東京都府中市出身。早稲田大学出身。

## 略歴
幼少時に母親がたまたま購入してきた『近代麻雀』（竹書房）を読んで競技麻雀に関心を抱く。20歳のときに古川孝次と出会う。日本プロ麻雀連盟では1期生。若い頃は非常に攻撃的な性格だったが、麻雀を通じて伊集院静と交流するようになり、伊集院から「男は舐められて一人前」との言葉を得たことで性格が一変し、現在のような社交的な性格になったという。
1981年3月に結婚し、雀荘を始める。
同年スタートした麻雀連盟に誘われるが、プロは向かないと考えてこれを断る。
同年9月、研修生にするから参加しろと言われ、第一期研修生となる。100名ほどいた研修生から残ったのは前原ただ一人である。
1989年、月刊プロ麻雀編集部からエッセイ「勝手にしやがれ」の連載を頼まれた際、伊集院に「雄大」の芸名を付けてもらった。
1995年、鳳凰位を初獲得。
2007～2009年、十段位を3連覇で5度目の制覇となり、永世十段位を贈られている。
2008年には鳳凰位を二度目の獲得。
2012年、A2に降格。
2015年、第31期 A2リーグ2位になりA1に再昇格。
2017年、61歳で第33期鳳凰位となる。
2018年に行われたMリーグドラフト会議にて、KONAMI麻雀格闘倶楽部から3位指名を受ける。2018年現在、Mリーグ参加選手で唯一の孫持ち。
2018年、62歳にして第34期鳳凰戦連覇。
2019年、前年度鳳凰位として鳳凰戦決勝に出場。
2021年に配信されたKONAMI麻雀格闘倶楽部感謝祭にて格闘倶楽部からの卒業を発表。

## 人物
- フリー雀荘での存在感から「歌舞伎町のモンスター」・「超獣」・「地獄の門番」[5]などの異名を取る。ただし本人は「天国だろうが地獄だろうが、普通偉い人は門番なんかやらない」として、「地獄の門番」というニックネームを嫌っている[3]。
- 前原の母親は競技カルタをやっており、優勝した際に前原が「おめでとうございます」と言ったところ、「貴方の言葉は嬉しいけれど、私は優勝するためにカルタをやっているわけではないの。そのことだけは覚えていてね。」と言われた。遺伝子なのかはわからないが前原も鳳凰戦で二度目の優勝を果たした後「鳳凰は大切なものだと思っている。ただ、鳳凰を獲る為に麻雀をやっているわけではない」と述べた[6]。
- 2013年のインタビューでは、篠田麻里子の『「後輩に席を譲れ」と言う方もいるかもしれません。でも、私は席を譲らないと上に上がれないメンバーは、AKBでは勝てないと思います。』というインタビューが心に残っていて、これと同じ気持ちと述べている[7]。

## 雀風
- 雀風は超攻撃型で、鳴きやリーチを駆使して主導権を取ることに重きを置いている。
- ドラも役もなくペンチャンカンチャンでリーチをかけるので、森山茂和会長から、がらくたリーチと名付けられた[8]。
- 佐々木寿人とは公私ともに仲がよく、打点や待ちが優秀とは言い難いリーチ(通称 ガラリー)や遠い仕掛け(通称 ガラポン･ガラチー)の多用など、一見雑だが攻撃型の力強い雀風も似ることから、二人で「チームがらくた」(前原が総帥、佐々木が部長)を結成、しばし会話の話題にあがる。2015年、「チームがらくた」トークイベントにて、「鳴いたらオリるな」「愚形上等」「放銃万歳」のがらくた三箇条を発表した[1]。

## 勝利ポーズ
2019年10月22日の大和証券Mリーグ2019シーズン第14節第1回戦終了直後に、天に指を突き上げる勝利ポーズを披露した。麻雀では相手を煽る行為は一般にマナー違反と認識されており、Mリーグの公式戦ルール第7章第5条「カードとその対象」においても、“過度なため息やぼやきなど、相手を惑わす可能性がある言動が度重なる場合。”がイエローカードの対象とされているため、勝利ポーズの是非について麻雀界で議論が巻き起こった。Mリーグで赤坂ドリブンズに所属する園田賢は漫画家森川ジョージとの麻雀遊戯BARでの共演時にポーズについて質問され、「個人的な意見としてはあり」と語っている。
2019年11月11日(月)の大和証券Mリーグ2019シーズン第27節第1回戦終了直後、前原が所属するKONAMI麻雀格闘倶楽部のチームメイトである佐々木寿人も同ポーズを行い、その意外性が話題となった。
漫画『北斗の拳』に登場するラオウのポーズに酷似していることから、「ラオウポーズ」と呼ばれMリーグファンから親しまれている。
なお、日本プロ麻雀連盟に所属する猿川真寿はTwitterで、「噂のポーズ 前原さん ラオウの真似じゃなくてしんちゃんの真似だな　去年の誕生日の」と、ツイートするなど、ポーズの出所についてはまことしやかな噂が飛び交っており、現時点で出所は不明である。

## タイトル
- モンド王座 (第8回)
- 十段位 (第14期・第15期・第24期・第25期・第26期)
- 鳳凰位 (第12期・第25期・第33期・第34期)

## Mリーグ成績
| シーズン | チーム               | 半荘 | 個人スコア | 個人スコア | 個人スコア | 最高スコア | 最高スコア | 4着回避率 | 4着回避率 | 連対率 | トップ率 | 平均 着順 | 1着 | 1.5 | 2着 | 2.5 | 3着 | 3.5 | 4着 | 参照   |
| シーズン | チーム               | 半荘 | Pt         | 順位       | 平均       | 点         | 順位       | 率        | 順位      | 連対率 | トップ率 | 平均 着順 | 1着 | 1.5 | 2着 | 2.5 | 3着 | 3.5 | 4着 | 参照   |
| -------- | -------------------- | ---- | ---------- | ---------- | ---------- | ---------- | ---------- | --------- | --------- | ------ | -------- | --------- | --- | --- | --- | --- | --- | --- | --- | ------ |
| 2018-19  | KONAMI麻雀格闘倶楽部 | 27   | 84.8       | 8/21       | 3.1        | 70,600     | ――         | 0.78      | 9/21      | 55.6%  | 25.9%    | 2.39      | 7   | 0   | 8   | 1   | 5   | 0   | 6   | [ 14 ] |
| 2019-20  | KONAMI麻雀格闘倶楽部 | 20   | 80.3       | 11/29      | 4.0        | 75,800     | 5/29       | 0.8000    | 8/29      | 55.0%  | 30.0%    | 2.35      | 6   | 0   | 5   | 0   | 5   | 0   | 4   | [ 15 ] |
| 2020-21  | KONAMI麻雀格闘倶楽部 | 21   | ▲251.8     | 26/30      | ▲12.0      | 56,100     | 16/30      | 0.6190    | 27/30     | 42.9%  | 19.0%    | 2.76      | 4   | 0   | 5   | 0   | 4   | 0   | 8   | [ 16 ] |
| 通算     | 通算                 | 68   | ▲86.7      | ▲86.7      | ▲1.3       | 75,800     | 75,800     | 73.5%     | 73.5%     | 51.5%  | 25.0%    | 2.49      | 17  | 0   | 18  | 1   | 14  | 0   | 18  |        |

- 個人賞は規定打荘数（20半荘）以上の選手が対象
- 着順の1.5、2.5、3.5は1着同着、2着同着、3着同着
- 2019年シーズンから最高スコアが表彰対象に

| シーズン               | チーム                 | 半荘                   | 個人スコア             | 個人スコア             | 最高スコア             | 4着回避率              | 連対率                 | トップ率               | 平着                   | 1着                    | 1.5                    | 2着                    | 2.5                    | 3着                    | 3.5                    | 4着                    |                        |
| シーズン               | チーム                 | 半荘                   | Pt                     | 平均                   | 最高スコア             | 4着回避率              | 連対率                 | トップ率               | 平着                   | 1着                    | 1.5                    | 2着                    | 2.5                    | 3着                    | 3.5                    | 4着                    |                        |
| セミファイナルシリーズ | セミファイナルシリーズ | セミファイナルシリーズ | セミファイナルシリーズ | セミファイナルシリーズ | セミファイナルシリーズ | セミファイナルシリーズ | セミファイナルシリーズ | セミファイナルシリーズ | セミファイナルシリーズ | セミファイナルシリーズ | セミファイナルシリーズ | セミファイナルシリーズ | セミファイナルシリーズ | セミファイナルシリーズ | セミファイナルシリーズ | セミファイナルシリーズ | セミファイナルシリーズ |
| ---------------------- | ---------------------- | ---------------------- | ---------------------- | ---------------------- | ---------------------- | ---------------------- | ---------------------- | ---------------------- | ---------------------- | ---------------------- | ---------------------- | ---------------------- | ---------------------- | ---------------------- | ---------------------- | ---------------------- | ---------------------- |
| 2019-20                | KONAMI麻雀格闘倶楽部   | 4                      | ▲46.4                  | ▲11.6                  | 43,500                 | 50.0%                  | 50.0%                  | 25.0%                  | 2.75                   | 1                      | 0                      | 1                      | 0                      | 0                      | 0                      | 2                      |                        |
| 2020-21                | KONAMI麻雀格闘倶楽部   | 3                      | ▲8.3                   | ▲2.8                   | 28,600                 | 100%                   | 66.7%                  | 0%                     | 2.33                   | 0                      | 0                      | 2                      | 0                      | 1                      | 0                      | 0                      |                        |
| セミファイナル通算     | セミファイナル通算     | 7                      | ▲54.7                  | ▲7.8                   | 43,500                 | 71.4%                  | 57.1%                  | 14.3%                  | 2.57                   | 1                      | 0                      | 3                      | 0                      | 1                      | 0                      | 2                      |                        |
| ファイナルシリーズ     |                        |                        |                        |                        |                        |                        |                        |                        |                        |                        |                        |                        |                        |                        |                        |                        |                        |
| 2018-19                | KONAMI麻雀格闘倶楽部   | 7                      | ▲184.6                 | ▲26.4                  | 38,800                 | 57.1%                  | 28.6%                  | 0%                     | 3.14                   | 0                      | 0                      | 2                      | 0                      | 2                      | 0                      | 3                      |                        |
| ファイナル通算         | ファイナル通算         | 7                      | ▲184.6                 | ▲26.4                  | 38,800                 | 57.1%                  | 28.6%                  | 0%                     | 3.14                   | 0                      | 0                      | 2                      | 0                      | 2                      | 0                      | 3                      |                        |
| ポストシーズン通算     | ポストシーズン通算     | 14                     | ▲239.3                 | ▲17.1                  | 43,500                 | 64.3%                  | 42.9%                  | 7.1%                   | 2.86                   | 1                      | 0                      | 5                      | 0                      | 3                      | 0                      | 5                      |                        |

## 著作
- 前原雄大の勝ってこそ麻雀（毎日コミュニケーションズ、2006年） ISBN 978-4839920548
- 麻雀 何が何でもトップを取る技術（ベスト麻雀文庫、2013年） ISBN 978-4584393352